# Піктограми небезпеки УГС
Піктогра́ми небезпе́ки УГС — сигнальні позначки, що входять до Узгодженої на глобальному рівні системи класифікації та маркування хімічних речовин (УГС). УГС виділяє два набори піктограм: один для маркування контейнерів та попереджень про небезпеку безпосередньо на робочому місці та другий для використання під час перевезення небезпечних вантажів. Залежно від цільової аудиторії, обирається один відповідний набір піктограм, але обидва не використовуються на одній етикетці. Набори піктограм використовують однакові символи для однакових небезпек, хоча певні символи не потрібні для транспортних піктограм. Транспортні піктограми бувають різних кольорів і можуть містити додаткову інформацію, таку як номер підкатегорії.
Усі піктограми згідно з УГС наведено нижче; піктограми з чорними об'єктами на білому тлі з червоною рамкою є ті, що присутні безпосередньо на контейнері (пляшка, банка, балон) з речовиною.
| Маркування згідно з УГС    | Маркування згідно з УГС    | Маркування згідно з УГС    | Маркування згідно з УГС    | Маркування згідно з УГС | Маркування згідно з Рекомендацією ООН щодо транспортування небезпечних речовин    |
| Кодування                  | Піктограма                 | Опис                       | Сигнальне слово            | Класи небезпечних речовин, що маркуються такою піктограмою                                                                                     | Класи небезпечних речовин                                                         |
| -------------------------- | -------------------------- | -------------------------- | -------------------------- | --- | --------------------------------------------------------------------------------- |
| GHS01                      |                            | Бомба, що вибухає          | Небезпека                  | Нестабільні вибухонебезпечні речовини, вибухонебезпечні суміші та продукти, речовини й суміші, що схильні до саморозкладу, органічні пероксиди | Категорія 1 Категорія 5.2                                                         |
| GHS02                      |                            | Полум'я                    | Небезпека / Увага          | Займисті, самореактивні, пірофорні речовини й суміші, а також ті, що реагують із водою, органічні пероксиди                                    | Категорія 2.1 Категорія 3 Категорія 4.1 Категорія 4.2 Категорія 4.3 Категорія 5.2 |
| GHS03                      |                            | Полум'я над кругом         | Небезпека                  | Речовини й суміші, що викликають або підтримують горіння                                                                                       | Категорія 5.1                                                                     |
| GHS04                      |                            | Газовий балон              | Увага                      | Гази під тиском, скраплені, охолоджені або розчинені гази                                                                                      | Категорія 2.2                                                                     |
| GHS05                      |                            | Корозійна дія              | Небезпека / Увага          | Речовини й суміші, що мають корозійний вплив на метали, шкіру та очі                                                                           | Категорія 8                                                                       |
| GHS06                      |                            | Череп із кістками          | Небезпека                  | Отруйні речовини й суміші | Категорія 6.1 Категорія 2.3                                                       |
| GHS07                      |                            | Жирний знак оклику         |                            | Цей знак привертає увагу до можливої шкідливості речовини                                                                                      | Немає прямої відповідності                                                        |
| GHS08                      |                            | Небезпека для здоров'я     | Небезпека / Увага          | Речовини й суміші, що шкодять здоров'ю | Немає прямої відповідності                                                        |
| GHS09                      |                            | Довкілля                   | Небезпека / Увага          | Речовини й суміші, що шкодять довкіллю | Речовини, що шкодять довкіллю                                                     |
| Немає прямої відповідності | Немає прямої відповідності | Немає прямої відповідності | Немає прямої відповідності | Немає прямої відповідності | Категорія 6.2 Категорія 7                                                         |